# Kenza Bennaceur
Pour les articles homonymes, voir Bennaceur.
Kenza Bennaceur, née le 14 janvier 1976, est une nageuse algérienne.

## Carrière
Aux Jeux panarabes de 1997 à Beyrouth, Kenza Bennaceur est médaillée d'or du 200 mètres papillon et du 400 mètres quatre nages, médaillée d'argent du 800 mètres nage libre et du 200 mètres quatre nages et médaillée de bronze du 400 mètres nage libre et du 100 mètres papillon.
Elle remporte la médaille d'argent du 100 mètres papillon et la médaille de bronze du 400 mètres nage libre aux Championnats d'Afrique de natation 1998 à Nairobi.
Kenza Bennaceur obtient aux Jeux africains de 1999 à Johannesbourg deux médailles de bronze, sur 200 mètres papillon et sur 400 mètres quatre nages,.
Elle est qualifiée pour participer aux séries du 100 mètres papillon aux Jeux olympiques d'été de 2000 mais déclare forfait avant le début de la course.